# Карловацкая патриархия
Ка́рловацкая патриархи́я (серб. Карловачка патријаршија) — автокефальная поместная православная Церковь с центром в городе Карловиц, существовавшая на территории Габсбургской империи (Австро-Венгрии) с 1848 года по 1920 год, когда она была упразднена вследствие объединения в единую Сербскую православную церковь в Королевстве сербов, хорватов и словенцев (впоследствии Королевство Югославия). Была учреждена в начале XVIII века как автономная митрополия; Карловацкие митрополиты имели духовную власть над сербами Венгерского королевства, гражданской Хорватии, Военной границы и над частью православных румынских подданных империи Габсбургов.

## История
После завоевания сербских земель Османской империей православные сербы были подчинены восстановленному в 1557 году Печскому патриарху с центром в городе Печ.
В 1690 году, во время австрийской оккупации сербских земель, когда османская армия перешла в наступление, патриарх Арсений III Черноевич с десятками тысяч сербов, с дозволения австрийских властей, ушёл на север и осел на австрийской территории в Карловице. Дипломом императора Леопольда от 21 августа 1690 года сербы во всех землях империи, включая Венгрию, Славонию и Хорватию, получали покровительство императора и привилегии, в частности право избирать собственного церковного главу (то есть иметь автономную церковную иерархию), свободного исповедания по обычаю восточной церкви греческого обряда, строительства храмов, функционирования церковного суда. После кончины патриарха Арсения в Вене в 1706 году, император Иосиф I 24 мая 1708 года утвердил избрание епископа Исаийи Джаковича «архиепископом иллирийского или сербского народа греческого обряда». Первоначально автономная митрополия в юрисдикции Печской патриархии именовалась Крушедольской (по месту нахождения кафедры в Крушедолском монастыре), с 1713 года, когда резиденция митрополита была перенесена в Карловиц — Карловацкой митрополией. 18(29) мая 1710 года автономия митрополии в габсбургской империи, включавшей 6 епархий, была признана патриархом Печским Каллиником I, который был поставлен Константинополем на печский престол в 1691 году.
При митрополите Павле Ненадовиче (1749—1768), после упразднения в 1766 году Константинопольским патриархатом Печской патриархии, Карловацкая митрополия стала формально автокефальной; сербские же епархии в Османской Сербии были прямо подчинены Константинопольской патриархии.
В ответ на принятую на сербском са́боре 1769 года (его заседания продолжались 5 месяцев и 12 дней) «Общенародную жалобу», 27 сентября (по н. ст.) 1770 года императрицей Марией Терезией был утвержден Регламент (Regulament privilegiorum или Constitutionis Nationis Illyricae) с 75 статьями, согласно которым Карловацкий митрополит теперь обладал только лишь церковной юрисдикцией, а решение гражданских вопросов сербского населения империи передавалось в ведение государственных органов. Регламент вызвал широкое недовольство среди сербов, что побудило правительство c участием Синода к разработке новой «иллирской конституции», утвержденной Марией Терезией 2 января (по н. ст.) 1777 года, которая значительно улучшала имущественное положение епископата. Регламент 1777 года вызвал протест со стороны сербов и насилие против епископов митрополии, которые были осуждаемы как изменники и вероотступники.
Декларатория 1779 года (Rescriptum Declaratorium Illyricae Nationis), остававшаяся в силе до 1868 года, определяла, что во всех гражданских делах сербы подчинялись светским или военным властям, митрополит Карловацкий — избирается на общенародных са́борах, состоящих из 75 депутатов разных сословий, заседания са́бора и Синода — проводятся в присутствии имперского комиссара, а принятые ими решения вступают в силу по утверждении императором; за митрополией сохранялось лишь ве́дение своими школами. Сербам дозволялось придерживаться юлианского календаря. Быт и стиль жизни епископата митрополии отличались роскошью, светскостью и аморальностью.
Во время революции 1848 года, когда Венгрия пожелала выйти из состава Австрийской империи, на Всесербской майской скупщине 1848 года карловацкий митрополит Иосиф Раячич провозгласил создание автономной Сербской Воеводины на землях Срема, Баната, Бараньи и Бачки, включая области Военной границы; скупщина же провозгласила Иосифа Сербским патриархом, поскольку митрополия рассматривалась как преемница упраздненной Печской патриархии. Патриарший титул был утвержден императором Францем Иосифом 15 декабря 1848 года, однако был только почетным, поскольку не получил признания прочих православных церквей.
Избрание нового предстоятеля после внезапной гибели патриарха Лукиана Богдановича в сентябре 1913 года осложнилось началом первой мировой войны летом следующего года. После же распада Австро-Венгрии осенью 1918 года и последовавшего вскоре создания Королевства сербов, хорватов и словенцев бо́льшая часть сербских епархий различных юрисдикций оказалась на территории нового государства, вследствие чего с санкции Вселенской патриархии последовало их объединение в июне 1920 года.
К 1920 году Карловацкая патриархия имела 7 епархий: Сремско-Карловацкая, Бачская, Будимская, Вршацкая, Горно-Карловацкая, Пакрацкая, Темишварская (до 1865 также Арадская епархия, а с 1828 до 1874 года Далматинская); около 1,2 млн верующих, 27 монастырей, 721 приход и 124 подворья, 777 храмов и 722 священнослужителя.

## Патриархи
- Стефан (Стратимирович) (1790—1836) митрополит
- Стефан (Станкович) (1837—1841) митрополит
- Иосиф (Раячич) (1842—1864)
- Самуил (Маширевич) (1864—1870)
- Прокопий (Ивачкович) (1874—1879)
- Герман (Анджелич) (1881—1888)
- Георгий (Бранкович) (1890—1907)
- Лукиан (Богданович) (1908—1913)
- Мирон (Николич) (1913—1918) в/у еп. Пакрацкий
- Георгий (Летич) (1918—1920) в/у еп. Темишварский